# Opération Verano
Révolution cubaine
Batailles
- Moncada
- Opération Verano
- Las Mercedes
- Santa Clara

L'opération Verano (24 mai - 7 août 1958) est le nom donné à l'offensive lancée à l'été 1958 par le gouvernement de Fulgencio Batista au cours de la révolution cubaine. 12 000 hommes sont lancés contre l'armée révolutionnaire de Fidel Castro, dont les forces occupent la région des collines de la Sierra Maestra, depuis leur arrivée à Cuba à bord du yacht Granma en décembre 1956. Ils se heurtent à la résistance des rebelles, notamment aux batailles de Santo Domingo (25-30 juin et 25-28 juillet), de Jigüe (11-21 juillet) de Las Mercedes (30 juillet-6 août). L'armée gouvernementale perd 207 hommes pendant les combats, contre 27 pour les rebelles. Son échec laisse l'armée cubaine découragée et démoralisée, ce qui provoque des désertions massives. Castro se prépare à lancer sa propre offensive.